# جريدة وقائع

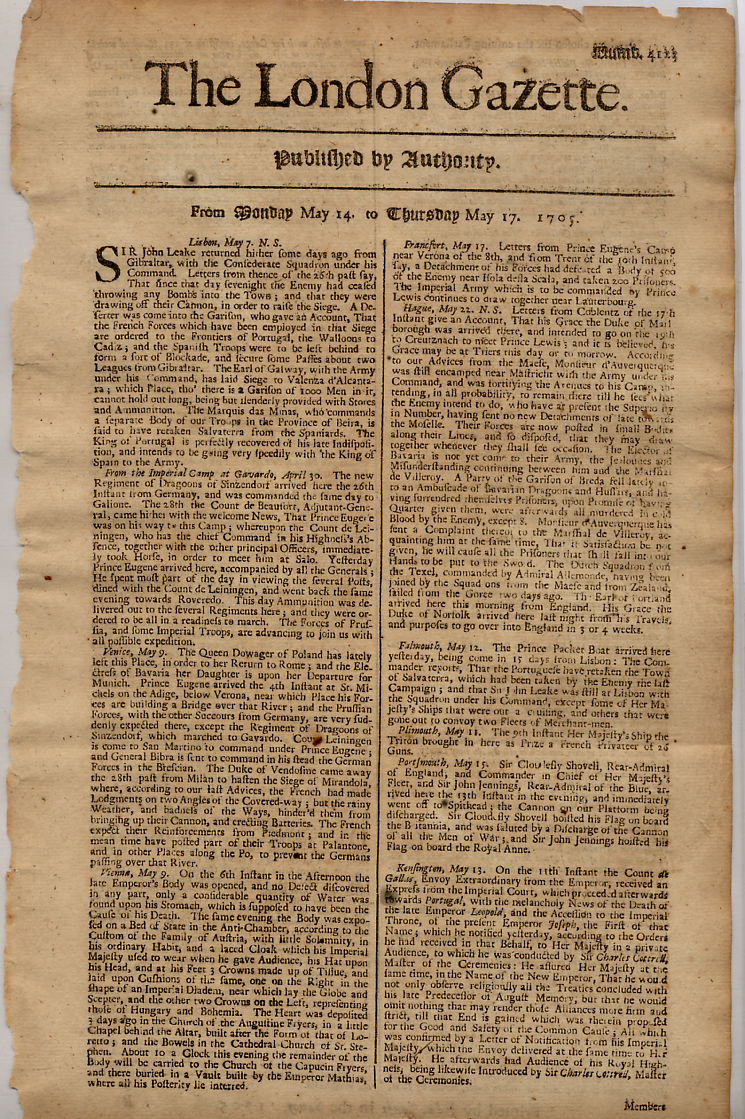
الصحيفة الرسمية كنشرة من القطاع العام

جريدة الوقائع هي صحيفة رسمية تُنشر فيها القوانين والقرارات الحكومية. (بالإنجليزية: gazette) ويعود أصل كلمة بالإنجليزية إلى اللغة الإيطالية (gazzetta) وهي صحيفة فينيسية كانت تصدر مرة واحدة في الأسبوع في بدايات القرن السابع عشر. وبذلك عُرفت الغازيتة أنها الصحيفة العامة، صحيفة سياسية، إخبارية، مسرح، موضة أو ما شابهه. لاحقاً، تمت تسمية جرائد لا تتعاطى بالسياسة ولكن بفرع خاص من الأدب أو الإدارة، الخ... كان يُعرف من يصدرها ومن يبيعه باسم غازيتيروس (أي مختصين بهذا النوع من الصحف). وهو اليوم مصطلح يطلق على الصحيفة الأكثر انتشاراً.

## تاريخها
بدأ استخدام الصحيفة الرسمية في فينيسيا في بداية القرن السابع عشر، في الفترة التي كانت فيها تلك المدينة مركزاً للتداولات السياسية في أوروبا. إن اسمها مشتق من اسم قطعة معدنية صغيرة من النحاس تسمى غازيتا أو باللهجة الفينيسية فينيتو قيمتها دينارين، وكانت ثمن النسخة الواحدة. اسم تلك القطعة المعدنية الفينيسية مشتق من كلمة غازيتا (غراب العقعق) الذي كان مطبوعا على أحد وجهيها. لم تتأخر المدن الرئيسية الأوروبية لم تتأخر في اتباع نموذج فينيسيا. جاءت الفكرة من الصين حيث كانت تصدر جريدتين منذ فترة زمنية بعيدة وكانت تطبع يومياً في أواسط القرن الرابع عشر نوعا من الصحف فيها أخبار الامبراطورية بأمر من الحكومة، وكانت مكونة من صفحة واحدة من الورق الكبير، وكان يكتب فيها كافة أنواع الامتنان وكافة أنواع العقاب التي كان يوقعها الإمبراطور على أتباعه.عند تعميم الصحف الرسمية، كانت تصدر تباعاً في كثير من الأحيان، حيث وجد هنا أصل الصحف اليومية والشؤون الصحفية الأخرى، وكانت تحمل أسماء مختلفة، و تصدر في كافة أنحاء العالم.
قام الطبيب تيوفاسترو ريناودوت في فرنسا بإصدار أولى الصحف الرسمية في عام 1631. وفي نفس البلد استمر حتى 1665 عندما ظهرت الصحف الرسمية الأدبية.
في إسبانيا، كان المصطلح «الصحيفة الرسمية» يستخدم أيضاً وبشكل عام لتحديد الصحيفة الرسمية الخاصة بالحكومة وكان ينشر فيها كل ما يجب أن يطّلع عليه الشعب. بمعنى، السابق لما يعرف الآن بالنشرة الرسمية للدولة.
الصحيفة الرسمية لمدريد (كان هذا الاسم الرسمي لها) بدأت تصدر في منتصف القرن السابع عشر، وكانت حينئذ أسبوعية تتكون من أربعة أوراق، و محتواها محددٌ بالأخبار المحلية والأجنبية.
كان هدف صحيفة مدريد الرسمية بالمقام الأول هو نشر القوانين والأحكام والقرارات وقرارات السلطة التنفيذية والمجالس العليا والمكاتب المركزية، كونه من الواجب الاطلاع على هذه القوانين بعد نشرها في الصحيفة الرسمية، باعتبارها جزء رسمي للحكومة.
في المكسيك عندما كانت إسبانيا حديثة العهد، كان خوان إيغناثيو ماريا دي كاستورينا أورسوا وغوينتشي الصحفي الأول في أمريكا اللاتينية، حيث نشر الصحيفة الرسمية المكسيكية في العام 1722.
وحتى ذلك التاريخ، كان من المتداول في الجامعات المكسيكية تسمية الصحيفة الرسمية للنظام التأسيسي باسم صحيفة رسمية كونه الأكثر أهمية للجامعة الوطنية المستقلة في المكسيك UNAM وجامعة غوادالاخارا. منذ العام 2009 يتم نشر الصحيفة الرسمية للقصر الحديدي بمعدل 100 ألف نسخة كل 15 يوماً.
في الأرجنتين كانت أول صحيفة طبعت هي الصحيفة الرسمية في بوينوس أيريس (منذ 1810)، كانت في كامل القرن العشرين وفي الوقت الحالي تعتبر صحيفة سان ميغيل دي توكومان من أول الصحف الأرجنتينية، ( والتي تسمى في معظم الأحيان باسم: الصحيفة الرسمية)

## جرائد وقائع
- الوقائع المصرية (1828).
- الوقائع العراقية (جريدة) (1922).
- جريدة الوقائع الفلسطينية (1994).
- جريدة وقائع كردستان. (1999).

## روابط خارجية
- غازيتة. المجموعة التاريخية (1661-1959).